# Museo dell'artigianato tessile, della seta, del costume e della moda calabrese
Il Museo dell'artigianato tessile, della seta, del costume e della moda calabrese, più semplicemente noto come  "Museo della seta", è uno dei musei della città di Reggio Calabria. Si trova in via provinciale ad Ortì Superiore ed offre al visitatore la possibilità di conoscere ed approfondire il  panorama storico dell'arte tessile della seta e del costume calabrese.
Ideato e fondato dalla Sig.ra Rosa Furfari è nato formalmente nel 1997 dopo oltre 20 anni di ricerche sul territorio e numerose esposizioni di carattere didattico-culturale. L'apertura su sede fissa è stata anticipata, infatti, da mostre itineranti sul territorio regionale.Molti sono stati gli incontri tematici, i workshops e le iniziative con scolaresche, ricercatori o semplici turisti incuriositi dalla storia della seta in calabria ma anche da quella dell'artigianato tessile (ancora più antica di quella stessa della seta). Le tecniche storiche di allevamento del baco da seta sono ancora accuratamente usate per produrre il pregiato filato e giungere alla realizzazione del prodotto finito secondo le metodologie tradizionali di colorazione prima e tessitura dopo. Il piccolo "Museo della Seta" custodisce le testimonianze più significative della tradizione tessile calabrese (in generale) e della seta in particolar modo;dalla materia prima fino al prodotto finito. La seta ed il suo radicamento storico in terra calabra, nell'arco di un millennio, sono elementi centrali della struttura museale che vuole, in piccolo, costituire un momento di riflessione e promozione di quell'enorme patrimonio culturale (oltre che socioeconomico) che ha condizionato in modo determinante la vita di un'intera comunità nel corso dei secoli. Si possono visionare strumenti di lavorazione tradizionali, macchinari semi-industriali, fibre tessili naturali, filati, abiti ed accessori di moda da metà '800 fino ai nostri giorni.
Il piccolo Museo privato, trasferitosi dopo quasi 20 anni nella frazione di Ortì Sup., è annesso all'Azienda "Il Filo di Seta" e si è da poco trasformato fattivamente in  un "ecomuseo della seta e della ruralità".
Alla memoria "fisica" costituita dai reperti custoditi si è unita quindi quella immateriale dei "saperi" e delle "arti" tradizionali del mondo rurale.

## Voci correlate

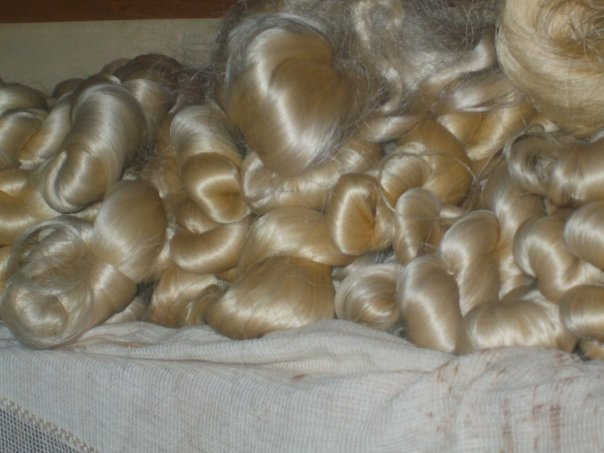
Trecce di seta delle antiche Filande di Reggio